# Tomas Ražanauskas
Tomas Ražanauskas (ur. 7 stycznia 1976 w Wilnie) – litewski piłkarz występujący podczas swojej kariery na pozycji pomocnika. Po zakończeniu kariery piłkarskiej został trenerem.
W swojej karierze zwiedził mnóstwo krajów. Oprócz rodzimej ligi występował także w klubach rosyjskich, estońskich, szwedzkich, norweskich, szwajcarskich, cypryjskich, greckich i azerskich. Na Litwę powrócił w 2008 roku po ponad jedenastu latach występów poza krajem.